# Galzuurmalabsorptie
Galzuurmalabsorptie, ook wel galzuurdiarree, is de oorzaak van meerdere spijsverteringsaandoeningen, waaronder langdurige diarree. Het kan een gevolg zijn van malabsorptie ten gevolge van een onderliggende aandoening (secundair), of op zichzelf staan ten gevolge van een excessieve galzuurproductie (primair). 

## Mechanisme
Galzuur wordt geproduceerd in de lever en opgeslagen in de galblaas, waarna het tijdens het eten wordt afgegeven in de dunne darm. Vrijwel al het galzuur (97%) wordt opgenomen in het laatste deel van de dunne darm, ook wel het ileum genoemd, om vervolgens terug te gaan naar de lever. Dit proces herhaalt zichzelf continu. Wanneer deze cyclus verstoord wordt, is er sprake van galzuurmalabsorptie. Dit leidt er toe dat galzuur onverteerd in de dikke darm terechtkomt, waardoor diarree ontstaat. Het proces speelt ook een belangrijke rol bij het verteren van vetten en vitamines. In ernstige gevallen kan er dus ook vetdiarree en gewichtsverlies optreden, en na langdurige malabsorptie een tekort aan vitamine B12. Ook is er een verhoogd risico op het ontwikkelen van gal- en nierstenen.

## Classificatie
De aandoening werd voor het eerst herkend bij patiënten met een ziekte van het ileum. Later werden er ook andere oorzaken ontdekt, waarbij ook een primaire vorm werd beschreven en er nu drie types galzuurmalabsorptie bestaan:
Type 1: Bij deze vorm is er sprake van een probleem in het laatste deel van de dunne darm (ileum). De oorzaak kan liggen in een ontsteking of verwijdering van het ileum vanwege aandoeningen zoals de ziekte van Crohn of een behandeling voor kanker.
Type 2: Bij deze vorm kan er geen oorzaak worden ontdekt en wordt er gesproken van primaire galzuurmalabsorptie. Het wordt mogelijk veroorzaakt door een overproductie van galzuur. Er kan ook sprake zijn van een tekort aan het hormoon fibroblast groeifactor 19 (FGF-19). Het wordt vaak ten onrechte aangezien voor het prikkelbaredarmsyndroom.
Type 3: Hierbij zijn er andere ziektes of aandoeningen in het spijsverteringsstelsel, bijvoorbeeld een verwijderde galblaas, coeliakie, bacteriële overgroei in de dunne darm, radiotherapie of chronische pancreatitis.

## Presentatie
Er is vaak sprake van langdurige waterige diarree met urgentie en buikkrampen en soms steatorroe. Er is vaak geen bloedverlies, hoewel er in sommige gevallen sprake kan zijn van occult bloedverlies, met name als er sprake is van ileocolitis (ontsteking van zowel het colon als de ileum). Specifieke fecale testen kunnen het galzuurgehalte meten en de aandoening bevestigen. Een dieet met weinig vet en galzuurbinders kunnen de symptomen behandelen, maar lossen de onderliggende oorzaak niet op.